# Геральдическая корона
Геральдическая корона — один из геральдических элементов, располагающийся над гербовым щитом. Является широко распространённым элементом, но на части гербов может отсутствовать. Существует множество разновидностей корон, и любая из них может встретиться в гербах, помещённая на шлем, над щитом или над мантией.

## История и виды геральдических корон
Первоначально геральдические короны представляли собой изображения реально существующих корон, перенесённых в герб для подчёркивания статуса владельца. Впервые их стали использовать в гербах в Средневековье. Постепенно геральдические короны стали использоваться для геральдического выражения различных степеней дворянства, а также других почётных званий. Разработанная система геральдических корон появилась не ранее XVII века. Постепенно их использование из родовой геральдики перешло в территориальную — городскую и государственную. В настоящее время в земельных и городских гербах короны указывают на административный статус или на титул, исторически связанный с регионом — в этом случае иногда используется городская (муниципальная, башенная) корона. В государственных гербах она служит для подчёркивания суверенитета государства и его преемственности от предыдущих государств. Чаще всего короны используют монархии, однако существуют и гербы республиканских государств, содержащие корону. В последнем случае изображается либо особый вид короны (герб Перу, Герб Австрии), либо монархическая корона без изменений (Герб Болгарии, Герб Грузии).
Геральдическая корона является распространённым, но не строго обязательным элементом герба. Она всегда изображается над щитом — как правило на шлеме, в случае отсутствия шлема — непосредственно над щитом, часто корона изображается над сенью. В редких случая может изображаться над щитом даже в случае наличия в гербе шлема (герб Обольяниновых), либо может поддерживаться другими фигурами (герб Протопоповых). Корон в гербе может быть несколько. В качестве геральдической короны могут изображаться другие головные уборы, например, княжеская шапка в российской геральдике, тока — в геральдике Первой Французской Империи и др.

## Геральдические короны в российской геральдике

### Государственная геральдика
См. также: История герба России
Российский государственный герб долгое время не имел в строгом смысле гербового щита, поэтому короны, в западноевропейской традиции размещавшиеся над щитом, венчали головы двуглавого орла. В годы правления Павла I за щитком на груди орла был расположен мальтийский крест, который украшала мальтийская корона, расположенная таким образом и над центральным щитком, венчая его. В проекте большого герба Павла I (1800) присутствовало несколько геральдических корон: две императорские (одна на шлеме, который располагался на щите, вторая венчала сень) и одна мальтийская (расположена как сказано выше). Гербы основных титулярных гербов украшают различного вида короны. В последующее время отказались от геральдических корон, венчающих щиты с титулярными гербами, также до середины XIX века не был утверждён большой герб империи.

В 1857 году был принят большой герб Российской империи (1857). Он имеет изображение 5 царских шапок и 4 императорских корон, которые венчают щиты, окружающие главный щит герба, а также 1 шапки ерихонской, венчающей центральный щит, и императорской короны, изображённой над императорской мантией. 

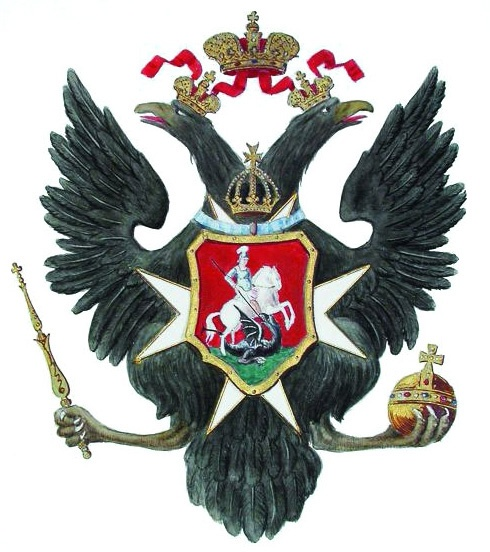
Государственный герб при императоре Павле I (1799)
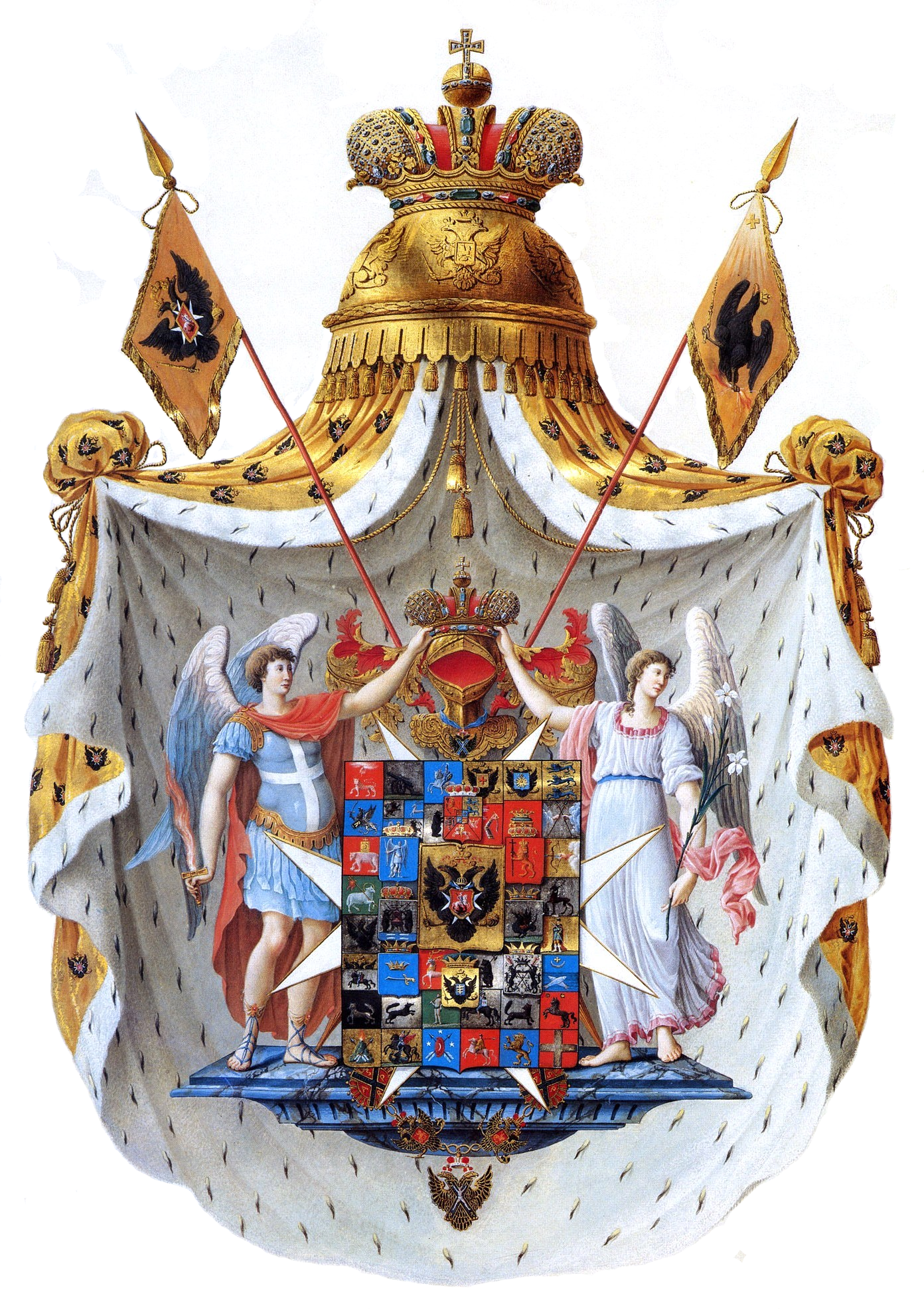
Проект большого государственного герба (1800)
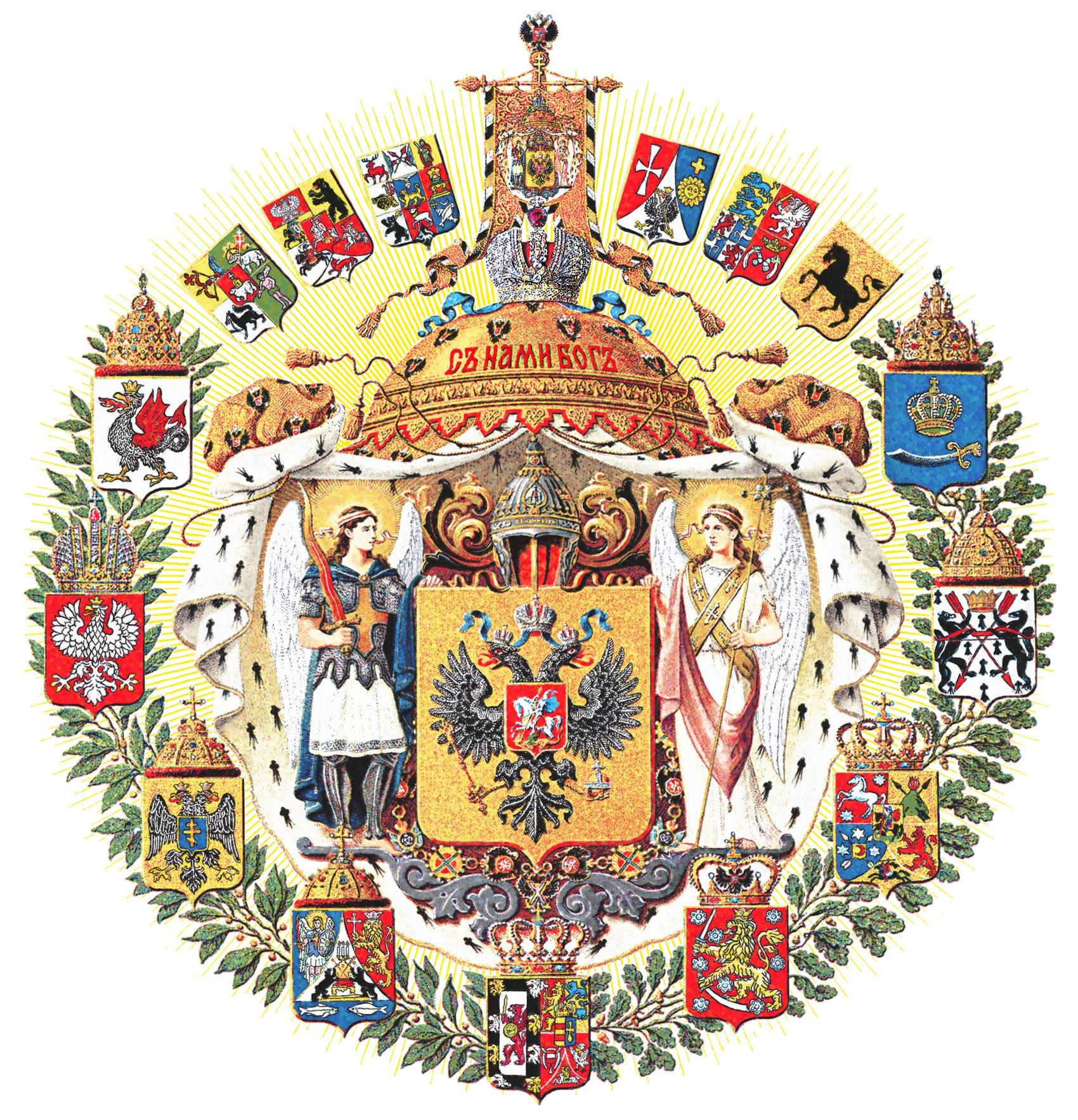
Большой Государственный Герб Российской империи (1857) с изменениями 1882 года

В советское время короны в государственном гербе не было. В современной России щит, содержащий двуглавого орла, короной не венчается.

### Родовая геральдика
В российской родовой геральдике система корон складывалась стихийно, централизованного подхода к этому вопросу долго не было. Заменой корон для ранжирования различных дворянских титулов были украшения диплома, согласно указу «О писании дипломов на разные достоинства и о делании в них внешних украшений» (1772).
Наиболее значительная попытка унифицировать родовые гербы была предпринята бароном Б. В. Кёне. В 1859 году в Департаменте Герольдии были приняты «Правила составления и утверждения гербов царской фамилии, гербов и дипломов на присвоение прав дворянства, княжеского, графского и баронского титулов и грамот губерниям, городам и местечкам», составленные Кёне. В «Правилах…», наряду с прочим, была прописана система корон для украшения дворянских гербов.
9. Потомки князей, происходящие от Рюрика и Гедимина, имеют право поместить в гербах своих корону древнерусской формы, но багряного цвета и украшенную в середине золотым древневизантийским двуглавым орлом. Корона светлейших князей состоит из венца с тремя дугами, украшенными драгоценными камнями и жемчугом; она подбита багряным бархатом и увенчана державою с крестом о широких концах. Корона сиятельных князей имеет вместо венца горностаевую опушку с тремя дугами, украшенными жемчугом, и увенчана державою и крестом. Корона князей-нехристиан украшается вместо креста золотою звездою о пяти лучах. Графская корона составляется из золотого венца с девятью остриями, увенчанными жемчужинами. Баронская корона схожа с графскою, только с семью жемчужинами. Дворянская корона состоит из венчика с тремя листьями, между которыми помещены две большие жемчужины. Венок, скрученный из лент по металлу и финифти главного щита, может заменить корону в нашлемнике. Инструкция Гербовому отделению Департамента Герольдии Правительтствующего Сената Российской Империи для составления родовых гербов.
Из книги И.В. Борисова (Ильина) «Родовые гербы России» 
В родовой геральдике Российской империи к 1917 сложилась (но соблюдалась не строго) следующая система корон:
- Княжеская шапка тёмно-малинового бархата с горностаевой опушкой, тремя видимыми золотыми дугами, усеянными жемчужинами, над которыми располагалась золотая держава с крестом;
- Графская корона — золотая с девятью видимыми жемчужинами;
- Баронские короны: 1) российская — золотой обруч, перевитый три раза жемчужной нитью и 2), принятая для баронов прибалтийских и имеющих иностранный титул — золотая с семью видимыми жемчужинами;
- Дворянская корона — золотая с тремя видимыми листовидными зубцами и двумя жемчужинами между ними[13].

Князь
Граф
Барон
Барон (вариант)
Дворянин

Младшие члены династии не использовали корон, соответствующих своим титулам, но венчали свои гербы императорской короной. Кроме этого встречались другие геральдические короны, например: лейб-кампанская шапка, чалма (употреблялась в гербах лиц, происходящих от мусульманских владетельных князей: Чириковы, Ширинские-Шихматовы, Черкасские), горлатная шапка (Шетнёвы), кирасирская каска (Киреевы).

### Территориальная геральдика
История муниципальных гербовых корон начинается в России с гербовника Миниха (утверждён в 1730 году). В гербовнике была впервые утверждена система корон, которыми украшались гербы городов в соответствии с их (городов) статусом в административной системе империи: императорская, царская, княжеская, «земельная», «территориальная» короны. Эта система не прижилась и была забыта к середине века, однако в настоящее время частично используется в территориальной геральдике. Исторические земельные венцы, заимствованные из гербовника Миниха, в настоящее время украшают гербы Краснодарского и Пермского краёв и ряда областей (среди которых — Рязанская, Тамбовская, Челябинская и т.д.); Прообразами уникальных венцов в современных гербах Ненецкого и Ямало-Ненецкого автономных округов также стали короны образца 1730 года.

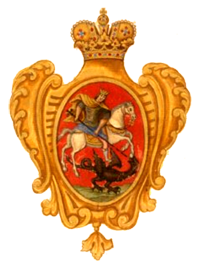
Императорская корона на Московском гербе
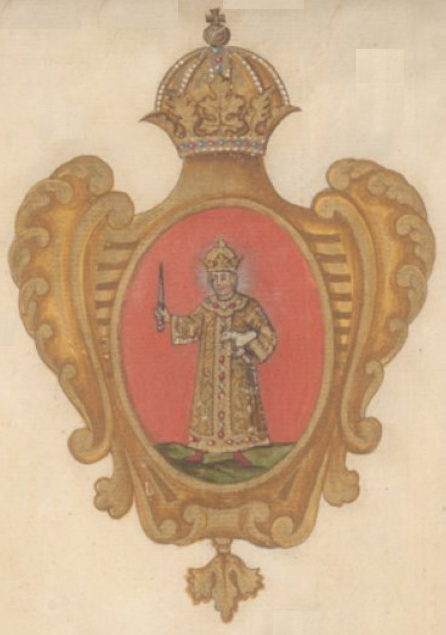
Царская корона на Углическом гербе
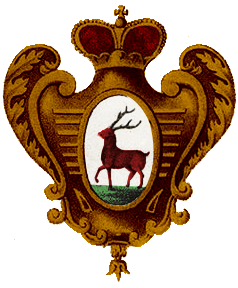
Княжеская корона на Нижегородском гербе
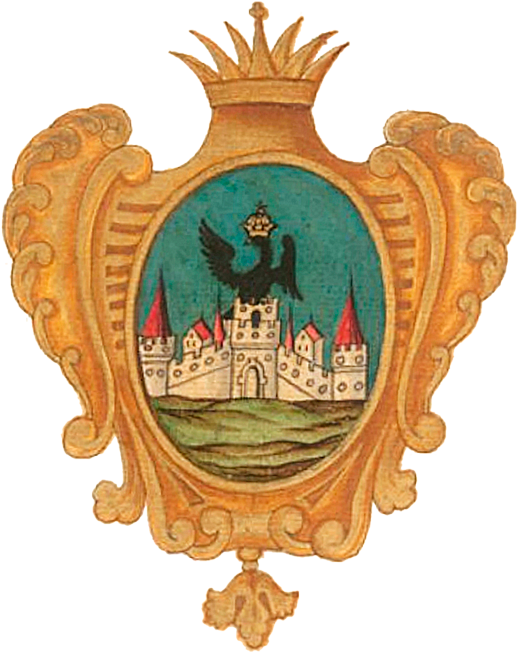
«Земельная» корона на Орловском гербе
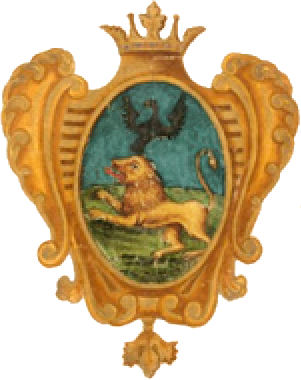
«Территориальная» корона на Белгородском гербе

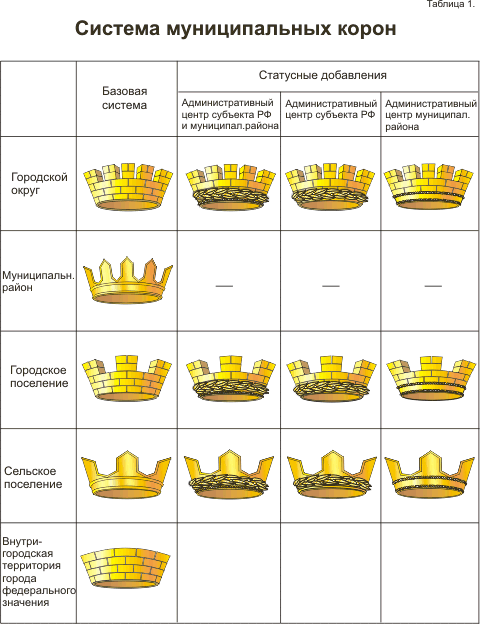
Система муниципальных корон, принятая в 2005 году.

Во время следующего крупного пожалования гербов, в ходе административной реформы Екатерины II, гербы не содержали корон над щитом. Характерная для территориальной геральдики централизованного государства задача ранжирования городов в соответствии с их административным статусом была решена помещением в верхнюю часть новосозданных гербов герба (либо его части) губернского города.

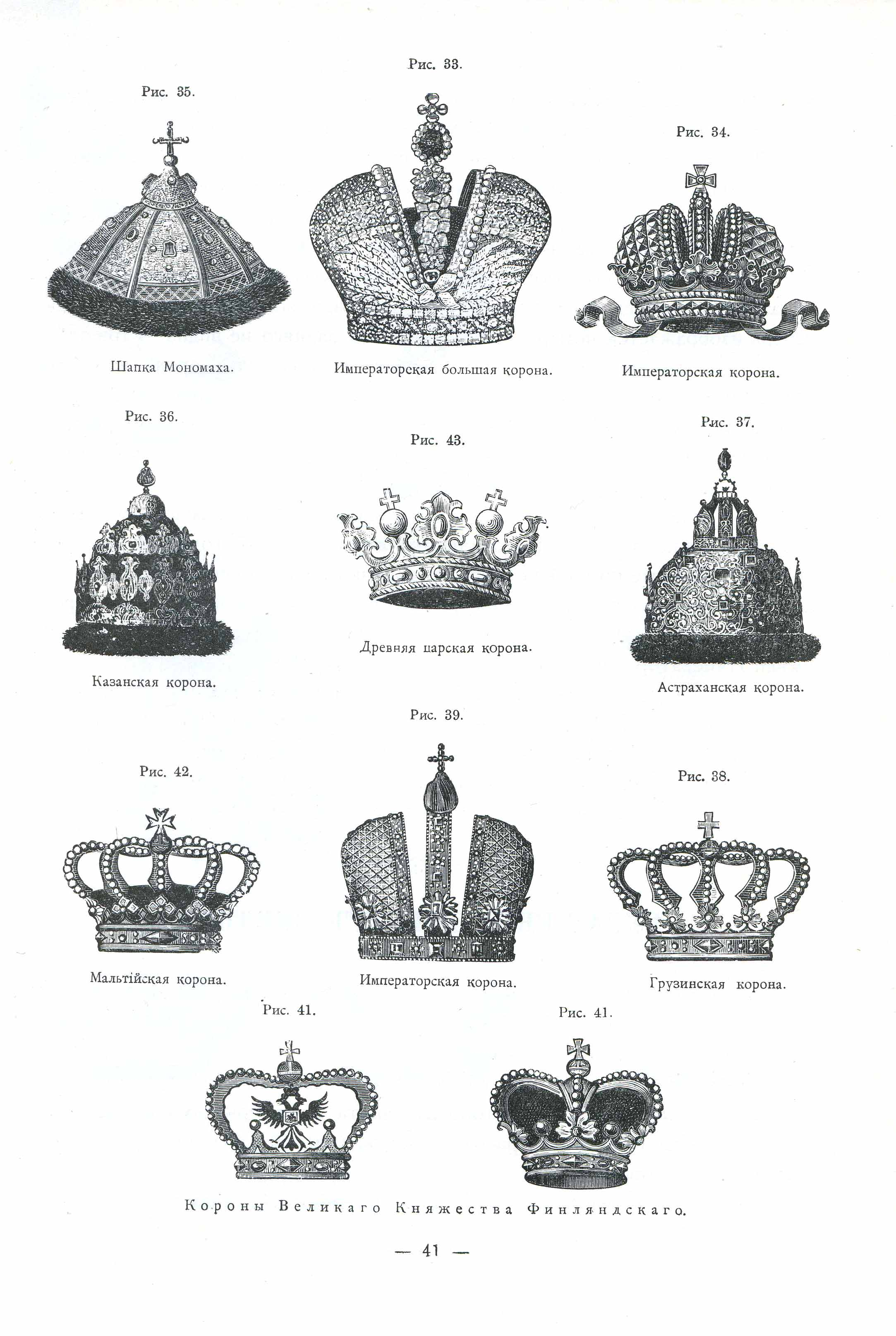
Городские короны согласно Указу 1857 года

Городские короны в гербах европейских городов впервые появляются накануне наполеоновской эпохи; затем они берутся на вооружение в геральдике Первой Империи и, получив широчайшее распространение на волне ампирной моды, закрепляются в качестве одного из генеральных, международно признанных феноменов городской геральдики. С 1850 года (пожалование герба с золотой башенной короной Газенпоту, ныне Айзпуте, Латвия) башенные короны появляются и в гербах российских городов. Вид корон в разных пожалованиях существенно различается, но это различия не иерархические, а скорее артистические. При этом, однако, складывается трёхступенчатая иерархия городских корон: Императорская для городов губернских и отмеченных особой Высочайшей милостью; башенная для прочих «рядовых» городов; отсутствие короны для гербов ниже рангом. Эта стихийно складывающаяся иерархия была частично упорядочена Высочайшим волеизъявлением, последовавшим в 1851 году. В этом году Николай I дал указание «принять на будущее время за правило на гербах губерний, областей и губернских городов, кои впредь будут представляемы на высочайшее утверждение, изображать всегда императорскую корону; на гербах же городов уездных ставить ныне употребляемую подобными городами городскую корону. По усмотрению министра внутренних дел императорскую корону употреблять только тем уездным городам, кои отличаются от прочих обширностью населения и вообще своею значительностью в административном, торговом и историческом отношениях».
Новая система гербовых украшений (включая короны), разработанная Б. В. Кёне, была удостоена утверждения Высочайшим указом в 1857 году и действовала до 1917 года, а фактически — и некоторое время после революции. Однако, несмотря на официальное принятие системы корон, не удалось обеспечить повсеместное выполнение указа, система была создана формально, однако фактическое её применение до 1917 года не являлось повсеместным. В настоящее время данная система корон не применяется, однако остаются в полной силе короны-шапки, разрешённые в 1857 году историческим столицам — шапка Мономаха для великокняжеских центров, Астраханская для Астрахани, Казанская для Казани. Право Ярославля на шапку Мономаха согласно прямому действию указа 1857 года было признано после прохождения экспертизы в Государственной герольдии при Президенте РФ.
А. Короны: 
1) Императорская корона для гербов губерний. 
2) Древняя царская корона для гербов уездов, областей и градоначальств. 
3) Императорская для гербов столиц. 
4) Царская шапка в виде венца Мономахова, для древних русских городов, бывших местопребываниями царствующих Великих Князей, например: Киев, Новгород, Тверь и пр. Казанская корона для герба города Казани, Астраханская для герба города Астрахани, Грузинская для герба города Тифлиса. 
5. а) Золотая башенная корона о пяти зубцах для гербов губернских городов, имеющих более пятидесяти тысяч жителей, напр. Одесса, Рига, Саратов, Вильно, и пр. 
б) Золотая башенная корона о пяти зубцах, увенчанная Императорским орлом, для губернских городов с пятьюдесятью тысячами или более жителями, и которые вместе и крепости. 
6. а) Золотая башенная корона о трех зубцах, для других губернских городов, и 
б) Таковая же корона, с Императорским орлом, для губернских городов, имеющих менее пятидесяти тысяч жителей, и которые вместе и крепости. 
7. а) Серебряная башенная корона о трех зубцах, для уездных городов, и 
б) Таковая корона, с Императорским орлом, для уездных городов, которые вместе и крепости. 
8. а) Червленная башенная корона о трех зубцах, для заштатных городов. 
б) Таковая корона, с Императорским орлом, для крепостей, которые не губернские и не уездные города. 
9) Червленная башенная корона о двух зубцах для знаменитых посадов.
10) Польскую корону (Императрицы Анны Иоанновны) для губерний и для столицы Царства Польского. 
11) Финляндская Велико-Княжеская корона для губерний и для столицы Великого Княжества Финляндского.
1857_07_04 «О гербах губерний, областей, градоначальств, городов и посадов» (32037, именной указ)
Первая система территориальных корон была разработана Геральдическим советом при Президенте Российской Федерации в 2002 году. В настоящий момент действует система корон, утвержденная Геральдическим советом 24 марта 2005 года. Эта система заместила прежнюю, действовавшую в 2002—2005 и пересмотренную в связи с началом реформы системы местного самоуправления. Корона является официальным элементом герба, но она может включаться или не включаться в герб по усмотрению его хозяев (органов местного самоуправления); даже если корона включена в герб, геральдика допускает изображение герба в сокращённом виде — без короны. Существует мнение, что данная система нуждается в кардинальном изменении. Разногласия между местной властью и Геральдическим советом по поводу изображаемой на гербе короны могут служить причиной невнесения городского герба в Геральдический реестр, как, например, это случилось с гербом Томской области.

## Виды корон

### Европа

#### Австрия
| Корона из герба Австрии | корона Нижней Австрии |

#### Австрийская империя
| Австрийская императорская корона | Корона Святого Вацлава  | Корона Святого Иштвана | Геральдическая корона Венгрии (вариант) | Корона эрцгерцога |
| Корона великого герцога          | Герцогская шапка Штирии | Герцогская шапка       | Герцогская корона                       | Княжеская шапка   |
| Княжеская корона                 | Корона графа            | Корона Барона/Freiherr | Корона дворянина                        | Корона дворянина  |

#### Андорра
| Князья-соправители |

#### Албания
| Шлем Скандербега |

#### 3-е Болгарское царство
| Царь | Царица | Принц | Старшая принцесса | Младшая принцесса |

#### Бельгия
| Король (и князя королевской семьи) | Принц | Князь          | Герцог                                     |
| Маркиз                             | Граф  | Граф (старая)  | Граф (старейшая)                           |
| Виконт                             | Барон | Барон (старая) | Наследственный рыцарь (Шевалье / Эрфридер) |

#### Великобритания[25]
| корона Святого Эдуарда            | корона Шотландии                               | императорская (Тюдорская) корона | Корона Индийской империи               | корона принца Уэльского                |
| корона с перьями принца Уэльского | Корона детей монарха, брата или сестры монарха | Корона детей наследника трона    | Корона внуков монарха по мужской линии | Корона внуков монарха по женской линии |
| Герцог                            | Маркиз                                         | Граф                             | Виконт                                 | Барон/Лорд парламента (Шотландия)      |
| Феодальный Барон (Шотландия)      | Лоялистская военная корона (Канада)            | Лоялистская корона (Канада)      | Король герольдов                       | дворянин                               |

#### Венгрия
| Корона Святого Иштвана | Геральдическая корона Венгрии (вариант) |

#### Королевство Ганновер
| король |

#### Германия
| Volkskrone (Народная корона) | Городская корона на гербах берлинских районов |

#### Германская империя
| Корона Немецкого императора | Корона Немецкой императрицы | Наследный принц           |
| Корона Прусского короля     | Корона Баварского короля    | Корона короля Вюртемберга |

#### Священная Римская империя
| Старая Императорская корона  | Новая Императорская корона             | Новая Императорская корона (версия) | Корона Карла V                          | Старейшая корона короля римлян                                    | Старая корона короля римлян   |
| Новая корона короля римлян   | Корона Святого Вацлава                 | Корона Святого Иштвана              | Геральдическая корона Венгрии (вариант) | Князь Трансильвании                                               | Корона эрцгерцога (старейшая) |
| Корона эрцгерцога (старая)   | Новая эрцгерцогская и герцогская шапка | Старая шапка курфюрста              | Шапка курфюрста                         | Герцогская шапка Штирии                                           | Герцогская корона             |
| Корона наследника герцогства | Княжеская шапка                        | Княжеская корона                    | Корона ландграфа                        | Корона глав медиатизированных бывших императорских графских домов | старая корона графа           |
| Новая корона графа           | Старая корона барона/Freiherr          | Новая корона барона/Freiherr        | Старая корона дворянина                 | Новая корона дворянина                                            | старая корона графа           |

#### Королевство Греция
| Король |

#### Грузия (Картли-Кахетинское царство)
| Грузинская корона, также известная как «Иберийская корона» |

#### Дания
| Король | Наследный Принц | Принц (королевская семья) | Герцог   |
| Маркиз | Граф            | Барон                     | Дворянин |

#### Италия
| Провинция | Город | Муниципалитет |

#### Королевство Италия (1861—1946)
| Король (Савойская корона) | Наследник престола (принц Пьемонта) | Наследник престола (принц Пьемонта) (версия) | Принц королевской крови | Принц (член Королевской династии) | Герцог                | Герцог   |
| Маркиз                    | Граф                                | Виконт                                       | Барон                   | Дворянин                          | Наследственный рыцарь | Патриций |
| Провинция                 | Город                               | Муниципалитет                                | Барон                   | Дворянин                          | Наследственный рыцарь | Патриций |

#### Королевства Неаполь,Сицилия,Королевство Обеих Сицилий
| Корона короля Неаполя | Наследник престола (герцог Калабрийский) | Принц и принцесса |

#### Герцогство Парма, Пьяченца и Гвасталла
| Герцог |

#### Великое герцогство Тосканское
| Великий герцог Тосканский (Медичи) | Великий герцог Тосканский (Габсбург-Лотарингский дом) |

#### Наполеоновская Италия
| Корона короля Неаполя и Сицилии |

#### Ломбардия
| Железная корона Ломбардии |

#### Венеция
| Головной убор дожа Венеции |

#### Испания
| Император Священной Римской Империи и король Испании (1519—1558) |                                                                      |                                                                                   |                                                                  |                                                |
| Король Испании (1400-1497)                                       | Король Испании (1580—1668)                                           | Король Испании (1668—1700)                                                        | Король Испании (с 1700) (на гербе вооруженных сил Испании)       | Король Испании (с 2014) (на королевском гербе) |
| Королева Испании                                                 | Король Арагона, Каталонии, Балеарских островов, Валенсии (старинная) | Король Арагона, Каталонии, Балеарских островов, Валенсии (старая)                 | Король Арагона, Каталонии, Балеарских островов, Валенсии (новая) |                                                |
| Король Наварры (1234-1580)                                       | Король Наварры (1580-1700)                                           | Король Наварры (1700-1910)                                                        | Король Наварры (c 1910 года)                                     |                                                |
| Наследник престола Принц Астурийский                             | Наследник престола Принц Жироны                                      | Наследник престола Принц Жироны (Арагон, Каталония, Балеарские острова, Валенсия) | Инфант Испании                                                   |                                                |
| Гранд Испании                                                    | Герцог                                                               | Маркиз                                                                            | Граф                                                             | Виконт                                         |
| Барон                                                            | Сеньор                                                               | Идальго (дворянин)                                                                | Рыцарь                                                           |                                                |
| Капитан-генерал                                                  | Генерал армии, генерал воздушных сил, генерал-адмирал                | Генерал-лейтенант, адмирал                                                        | Генерал-майор, вице-адмирал                                      | Полковник, капитан корабля                     |
| Провинция                                                        | Регион или район                                                     | Город                                                                             | Коммуна                                                          | Пригород                                       |

#### ПерваяиВторая Испанские Республики
| Корона на гербе Республики | Провинция | Регион или район |
| Город                      | Коммуна   | Пригород         |

#### Лихтенштейн
| Князь |

#### Люксембург
| Великий герцог |

#### Мальта
| Корона на гербе Мальты | Город | Пригород |

#### Суверенный Военный Мальтийский орден
| Магистр Суверенного Военного Мальтийского ордена |

#### Монако
| Князь |

#### Нидерланды
| Император | Король | Принц (Члены королевского дома, дети монарха) | Принц (Члены королевского дома, внуки монарха) | Князь (Старая версия) | Князь (Для титулов после 1815 года) | Герцог   |
| Маркиз    | Граф   | Граф (Альтернативный вид)                     | Виконт/бурграф                                 | Наследный рыцарь      | Барон                               | Дворянин |

#### Норвегия
| Геральдическая корона короля | Корона на гербе Норвегии | Геральдическая корона короля (старая) | Физическая корона короля |
| Физическая корона королевы   | Принц                    | Герцог                                | Маркиз                   |
| Граф                         | Барон                    | Дворянин                              | Маркиз                   |

#### Польша и Литва
| Король | Великий князь | Князь | Дворянин |

#### Португалия
| Столица (Лиссабон) | Город | Город | Пригород | Административный район (1930—1999) |

#### Королевство Португалия
| Король | Наследник престола (Королевский принц) | Принц Беиры | Инфант | Герцог        |
| Маркиз | Граф                                   | Виконт      | Барон  | Рыцарь/Феодал |

#### Российская империя
| Император         | Император (вариант, использующийся в гербах губерний и областей) | Императрица                  | Шапка Мономаха | Казанская шапка           | Астраханская шапка     | Корона царства Польского/ Анны Иоанновны |
| Грузинская корона | Великий князь Финляндский                                        | Герцог Гольштейн-Готторпский | Великий князь  | Князь императорской крови | Князь                  | Корона царства Польского/ Анны Иоанновны |
| Герцог            | Маркиз                                                           | Граф                         | Барон          | Дворянин                  | Древняя царская корона | Корона царства Польского/ Анны Иоанновны |

#### Румыния
| Столица | Город | Город | Пригород |

###### Королевство Румыния
| Король (Стальная корона Румынии) |

#### Сан-Марино
| Капитаны-регенты |

#### Сербия(Югославия)
| Король Сербии (позже Югославии) |

#### Сербо-греческое царство
| Царь |

#### Финляндия
| Герцогская корона Сатакунта | Графская корона Саво |

#### Королевство Финляндия
| Король | Наследственный принц |

###### Франция
| Столица | Город | Коммуна |

#### Франция (старый режим)
| Король (после 1500-х годов) | Дофин, наследник престола и Пэр Франции | Дофин, наследник престола | Дети короля (фис-де-Франс) и Пэры Франции | Дети короля (фис-де-Франс) | Принц крови и Пэр Франции | Принц крови           |
| Герцог и Пэр Франции        | Герцог                                  | Маркиз и Пэр Франции      | Маркиз                                    | Граф и Пэр Франции         | Граф                      | Граф (старше)         |
| Виконт и Пэр Франции        | Виконт                                  | Видам и Пэр Франции       | Видам                                     | Барон и Пэр Франции        | Барон                     | Корона рыцаря/шевалье |
| Тортильон рыцаря/шевалье    | Виконт                                  | Видам и Пэр Франции       | Видам                                     | Барон и Пэр Франции        | Барон                     | Корона рыцаря/шевалье |

#### ПерваяиВторая Французские империи
| Император (Первая империя) | Император (Вторая империя) | Суверенный принц        |
| Князь                      | Герцог                     | Граф (Count)            |
| Барон                      | Рыцарь/шевалье             | Шапка почетного легиона |

#### Июльская монархия
| Король Франции |

#### Франкская империя
| корона Карла Великого |

#### Хорватия
| Корона на гербе Республики Хорватии |

#### Королевство Хорватия
| Корона Звонимира |

#### Черногория
| Корона на гербе и флаге Черногории |

#### КняжествоиКоролевство Черногория
| Князь (1852—1910), Король (1910—1918) (1941-1944) |

#### Швеция
| Король | Принц | Герцог   |
| Граф   | Барон | Дворянин |
| Город  | Барон | Дворянин |

### Америка

#### Бразилия
| Столица (столица штатов Бразилии) | Город | Город | Пригород |

#### Бразильская империя
| Император | Наследник престола (Императорской принц) | Князь  | Герцог |
| Маркиз    | Граф (cout)                              | Виконт | Барон  |

#### ПерваяиВторая Мексиканские империи
| Император (Первая Империя)      |
| Император (Вторая Империя)      |
| Принц (Первая и Вторая Империи) |

#### США
| Американская корона |

### АзияиОкеания

#### Бутан
| Король |

#### Королевство Гавайи
| Королевская корона Гавайев |

#### Камбоджа
| Корона Королевства Камбоджа |

#### Кыргызское ханство
| «Кызыл тебетей» Кыргызского ханства |

#### Персия
| Корона Киани | Корона Пехлеви |

#### СиамиТаиланд
| Большая корона Победы королей Сиама и Таиланда                   |
| Пхра Киао (корона, также является эмблемой короля Чулалонгкорна) |

#### Королевство Таити
| Королевская Корона Таити |

#### Тонга
| Корона Тонга |

#### Королевство Фиджи
| Туи-вити (король Фиджи) |

### Аравийский полуостров

#### Бахрейн
| Король |

#### Иордания
| Король |

#### Оман
| Корона Омана |

###### Саудовская Аравия
| Король |

### Африка

#### Хедиват,СултанатиКоролевство Египет
| Халиф (1867—1914) и Султан (1914—1922) |
| Король (1922—1953)                     |

#### Конго
| Корона, изображенная на гербе Республики Конго |

#### Марокко
| Геральдическая корона Марокко |

#### Центральноафриканская Империя
| Император |

#### Эфиопская империя
| Император |

### Католическая церковь
| Папская тиара (Папа Римский)           | Кардинал                    | Патриарх                                                                                                 |
| Митрополит Архиепископ                 | Архиепископ                 | Восточный католический священник, сочетающий элементы как восточной, так и западной церковной геральдики |
| Апостольский протонотарист (монсеньор) | Почетный прелат (монсеньор) | Капеллан Его Святейшества (монсеньор)                                                                    |
| Епископ                                | Аббат                       | Священник                                                                                                |

### Непризнанные государства

#### Себорга
| Князь |

#### Силенд
| Князь |

### Международные короны
| Астральная корона | Лагерная корона | Небесная корона |
| Восточная корона  | Башенная корона | Морская корона  |